# Ингуадона (тауншип, Миннесота)
Ингуадона (англ. Inguadona) — тауншип в округе Касс, Миннесота, США. На 2000 год его население составило 190 человек.

## География
По данным Бюро переписи населения США площадь тауншипа составляет 98,8 км², из которых 89,7 км² занимает суша, а 9,1 км² — вода (9,23 %).

## Демография
По данным переписи населения 2000 года здесь находились 190 человек, 86 домохозяйств и 62 семьи.  Плотность населения —  2,1 чел./км².  На территории тауншипа расположено 213 построек со средней плотностью 2,4 построек на один квадратный километр. Расовый состав населения: 95,79 % белых, 1,05 % коренных американцев и 3,16 % приходится на две или более других рас.
Из 86 домохозяйств в 12,8 % воспитывались дети до 18 лет, в 62,8 % проживали супружеские пары, в 7,0 % проживали незамужние женщины и в 27,9 % домохозяйств проживали несемейные люди. 24,4 % домохозяйств состояли из одного человека, при том 10,5 % из — одиноких пожилых людей старше 65 лет. Средний размер домохозяйства — 2,21, а семьи — 2,45 человека.
16,3 % населения — младше 18 лет, 3,2 % — в возрасте от 18 до 24 лет, 16,3 % — от 25 до 44, 28,9 % — от 45 до 64, и 35,3 % — старше 65 лет. Средний возраст — 56 лет. На каждые 100 женщин приходилось 97,9 мужчин.  На каждые 100 женщин старше 18 приходилось 103,8 мужчин.
Средний годовой доход домохозяйства составлял 34 375 долларов, а средний годовой доход семьи —  36 500 долларов. Средний доход мужчин —  29 375  долларов, в то время как у женщин — 23 750. Доход на душу населения составил 29 501 доллар. За чертой бедности находились 3,2 % семей и 5,9 % всего населения тауншипа, из которых 6,3 % старше 65 лет.